# Circuito di Kyalami
Il circuito di Kyalami è un autodromo situato a Midrand, nella provincia del Gauteng, in Sudafrica. Ha ospitato venti edizioni del Gran Premio del Sudafrica di Formula 1 (dal 1967 al 1980, dal 1982 al 1985 e dal 1992 al 1993), quattro del Gran Premio del Sudafrica del Motomondiale (dal 1983 al 1985 e nel 1992) e sette del Gran Premio di Superbike (dal 1998 al 2002 e dal 2009 al 2010). Il nome deriva dall'espressione zulu Khaya lami (la mia terra).

## Storia

La configurazione di 4104 metri utilizzata in Formula 1 dal 1967 al 1980 e dal 1982 al 1985

Inaugurato il 4 novembre 1961 divenne ben presto il più importante circuito della nazione e uno dei più moderni al mondo tanto che Jackie Stewart ne lodò pubblicamente la sicurezza e l'efficienza nel caso d'incidente. Posto a 1 500 metri d'altitudine e lungo 4 104 metri, era un circuito veloce che metteva in grande risalto le doti motoristiche della vettura e di guida del pilota. Dopo il rettilineo iniziale vi era l'impegnativa curva Crowthorne seguita da una serie di curve veloci che terminavano con la lenta ClubHouse; la pista poi scendeva con le impegnative The Esses, per poi risalire con il tornante Leeukep, seguito dalla velocissima semicurva The Kink che riportava sul rettilineo iniziale. Nel 1977, il tracciato fu teatro della morte del commissario di pista Frederik Jansen van Vuuren, uno studente olandese di appena 19 anni investito dalla Shadow di Tom Pryce che a sua volta fu colpito e ucciso dall'estintore che lo steward trasportava. L'unica edizione che non fu valida per il mondiale fu quella del 1981 a causa della battaglia politica tra la FOCA e la FISA. Le squadre "lealiste" Ferrari, Renault, Alfa Romeo, Ligier-Matra, Osella e la neo entrata Toleman-Hart non si presentarono in Sudafrica, mentre erano presenti Arrows, Brabham, Ensign, Fittipaldi, Ligier, Lotus, McLaren, RAM, Tyrrell e Williams, a cui si aggiunse anche l'ATS. Dopo questa gara venne firmato il Patto della Concordia, che prevedeva l'abolizione delle "minigonne" e la partecipazione alle prove di massimo 30 vetture, 12 lealiste e 18 dei costruttori; tale patto, anche se aggiornato, di fatto regola ancora la Formula 1. In seguito all'apartheid la Formula 1 e il Motomondiale decisero di non correre più in Sudafrica e dunque il tracciato dal 1986 fu abbandonato. 

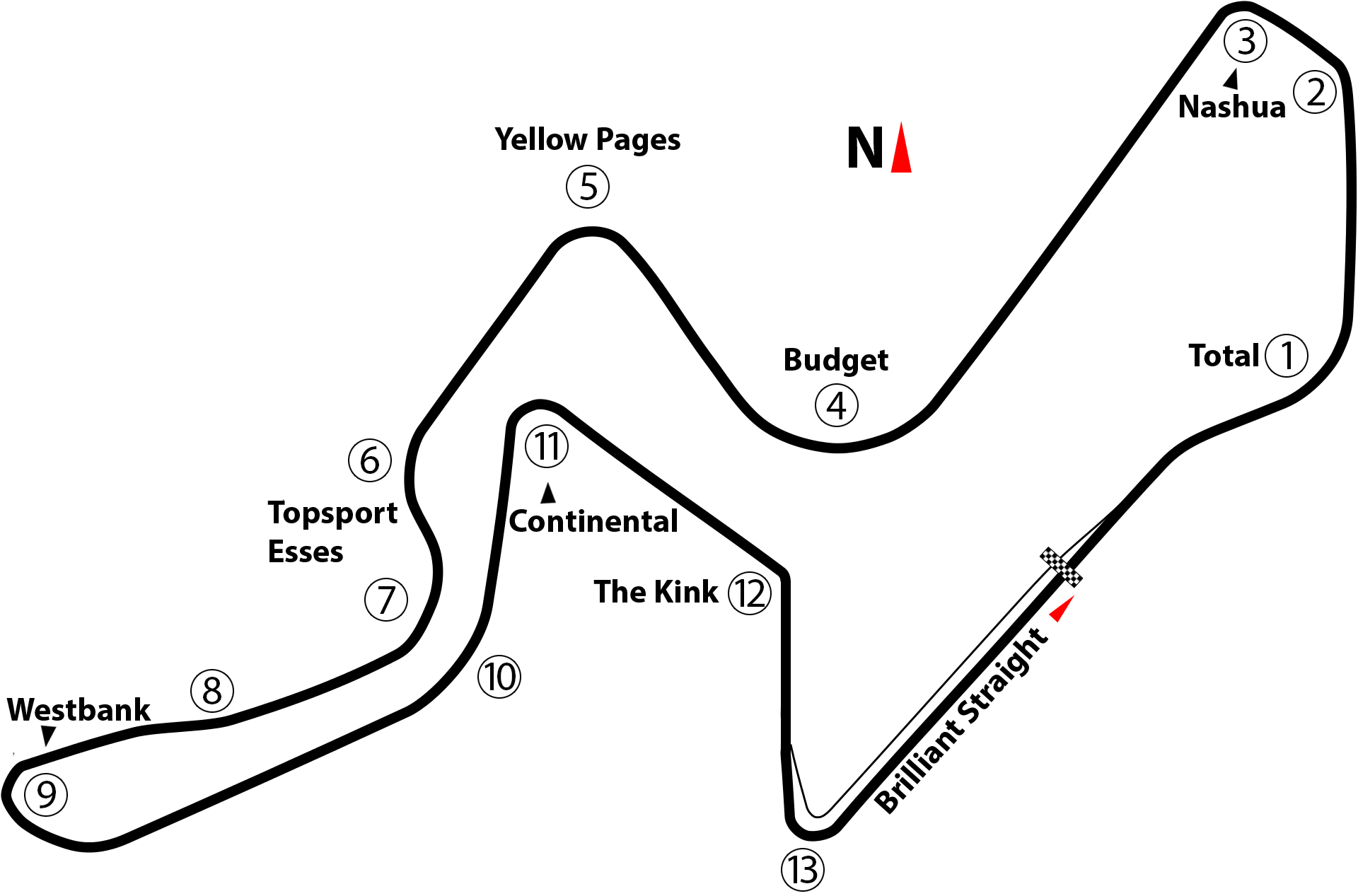
La configurazione di 4261 metri utilizzata per i Gran Premi di Formula 1 1992 e 1993

Nei primi anni '90, dopo che la situazione politica del paese fu stabilizzata, si tornò a parlare di un gran premio sudafricano, che puntualmente ritornò in calendario nel 1992 e nel 1993. Il tracciato però non era più lo stesso: a causa di una crisi economica figlia delle tensioni politiche precedenti, gli organizzatori, per ricavare fondi, decisero di vendere i terreni sui quali sorgeva il rettilineo box ed il circuito fu letteralmente "capovolto" sui terreni sottostanti, di valore economico decisamente più scarso. Ne risultò un tracciato molto più lento e leggermente più lungo dell'originale (4 261 metri); mentre la vecchia pista girava in senso orario, la nuova seguiva invece un verso antiorario. Curiosamente Nigel Mansell, che aveva vinto l'ultima edizione sul vecchio tracciato, vinse anche la prima su quello nuovo; oltre a lui anche Alain Prost è riuscito a vincere su entrambe le configurazioni di tracciato.

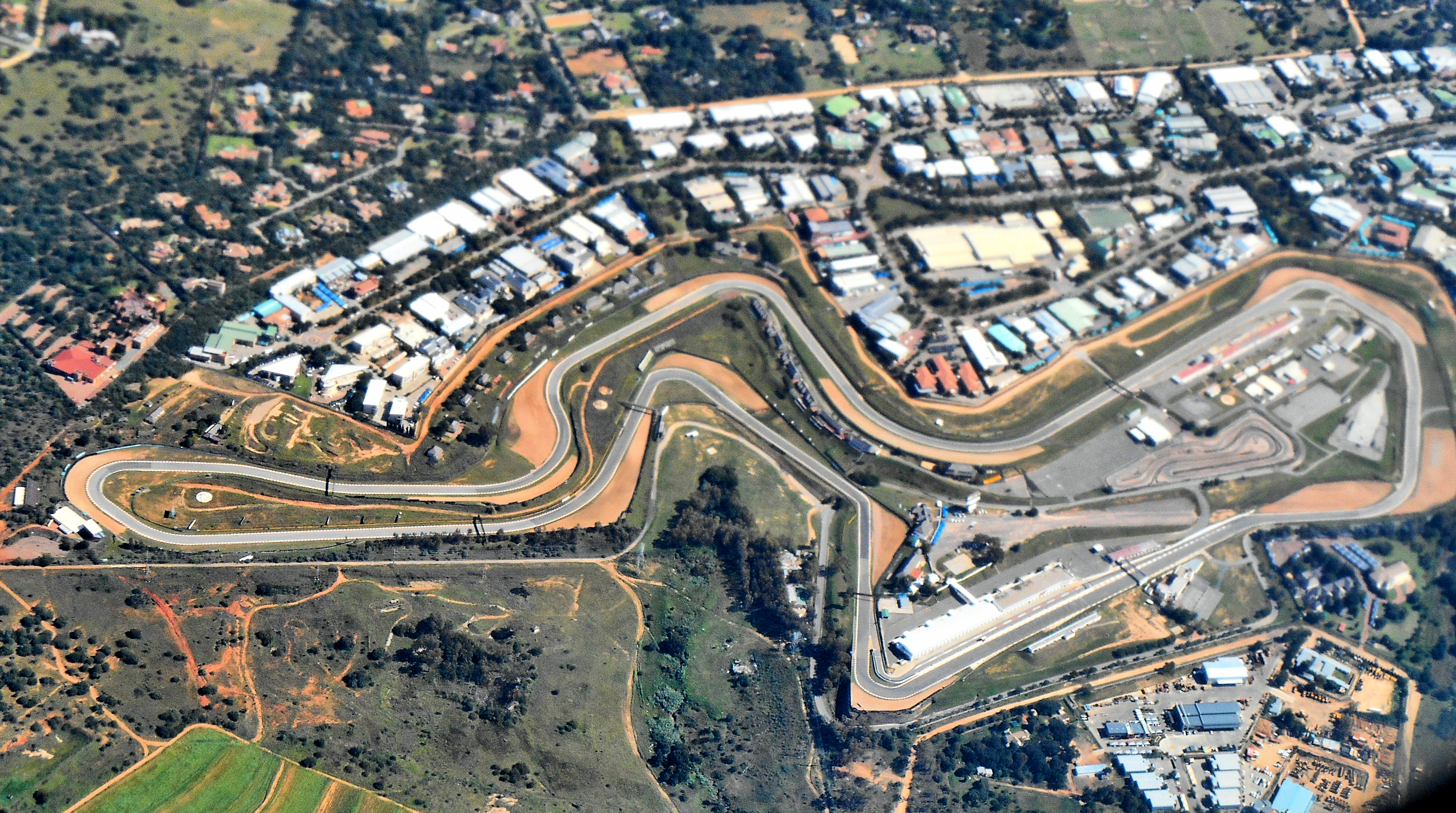
Vista del circuito dall'alto prima delle modifiche del 2015

Nei primi anni 2010, l'impianto è stato acquistato da Toby Venter, amministratore delegato di Porsche South Africa che ha dato il via ad un rinnovamento della struttura, comprendente alcune modifiche al tracciato che hanno portato la lunghezza della pista a 4 522 metri.